# Богдана, Аусма Эрнестовна
Аусма Эрнестовна Богдана (род. 1932) — латышская советская доярка, депутат Верховного Совета СССР.

## Биография
Родилась в 1932 году. Латышка. Член КПСС с 1971 года. Образование неполное среднее.
С 1950 года — секретарь исполкома сельского совета. С 1968 года — доярка совхоза «Приекуле», Лиепайский район Латвийской ССР.
Депутат Совета Национальностей Верховного Совета СССР 9 созыва (1974—1979) от Лиепайского сельского избирательного округа № 308 Латвийской ССР.